# Algeco Scotsman Group
Algeco (акроним французского словосочетания «Alliance et gestion commerciale», что в переводе означает «Коммерческий союз и управление») — французская компания, занимающаяся производством временных модульных зданий и сооружений блочно-модульного типа, является частью компании Algeco Scotsman. 
Такие решения используются при возведении офисов, общежитий, технических помещений, не уступающих по качеству и удобству капитальным зданиям. Особенно актуальны решения модульного строительства на базе блок-контейнеров в случае высоких требований предъявляемых к скорости возведения объектов, а также недоступности или отсутствию экономической целесообразности создания сети технических коммуникаций, таких как канализация, электрические сети, центральное отопление.
Algeco — это зарегистрированный товарный знак. Во Франции и некоторых странах Европы слово «Алжеко» стало именем нарицательным, аналогично «Xerox», «Jeep» и др., им обозначаются элементы модульных зданий и блок-контейнеры.

## История
- 1955 — Создание организации в городе Mâcon (Франция)
- 1966 — Приобретено Preussag (ныне TUI AG)
- 2004 — Приобретено британским инвестиционным фондом TDR Capital[1]
- 2007 — TDR Capital, имея в своём портфеле несколько компаний аналогичного сектора бизнеса, приобретает компанию № 1 в блочно-модульном строительстве в Америке — Williams Scotsman и объединяет все компании под холдингом Algeco Scotsman
- 2008 — Открытие представительств в России в городах Москва и Санкт-Петербург
- 2013 — Приобретена американская компания Target Logistics[2], предоставляющая услуги по возведению временных посёлков для проживания на базе модульных зданий и созданию всей инфраструктуры для комфортного проживания

## Достижения
Компания Algeco занимает четвёртое место в Европе среди всех компаний, ведущих бизнес в секторе аренды строительного и промышленного оборудования, и первое место в Европе среди компаний специализирующихся на сдаче в аренду временных зданий и сооружений блочно-модульного типа.
После приобретения компании Williams Scotsman в ноябре 2007 года, холдинг генерирует с 2013 года выручку на уровне 1,7 миллиарда евро в год, оперируя парком из более чем 300 000 модулей. Штат компании составляют 5 200 сотрудников, которые обслуживают десятки тысяч клиентов в 37 странах по всему миру.